# نیتینول
نیتینول (به انگلیسی: Nitinol) یا آلیاژ نیکل-تیتانیوم یکی از آلیاژهای حافظه‌دار مهم است. خواص این آلیاژ اولین بار در سال ۱۹۶۲ در آزمایشگاه مهمات نیروی دریایی آمریکا کشف شده‌است. بوهلر و همکاران ایشان در آزمایشگاه مهمات نیروی دریایی آمریکا با استفاده از روش‌های بلورشناسی به صورت کیفی نشان دادند که یک استحاله مارتنزیتی (بدون نفوذ) عامل این خواص حافظه‌داری است.
آلیاژهای نایتینول دارای دو ویژگی متمایز و منحصر به فرد هستند: اثر حافظه شکل (SME) و سوپر الاستیک. حافظه دار بودن، توانایی نیتینول برای تغییر شکل در یک درجه سانتیگراد است و سپس شکل اولیه خود را پس از گرم کردن تا بالای دمای «تحول»، بازیابی می‌کند. سوپرالاستیسیتی در یک محدوده کوچک دما، بالای دمای تبدیل آن اتفاق می‌افتد. در این حالت، حرارتی برای بازیابی حالت بی‌شکل لازم نیست، و مواد انعطاف‌پذیری فوق‌العاده‌ای دارند که حدوداً ۱۰ تا ۳۰ برابر فلز معمولی است.

## تاریخچه
کلمه نایتینول از ترکیب آن و جایگاه کشف آن (مایع نیکل تیتانیوم-نیروی دریایی) مشتق شده‌است. ویلیام جی بوهلر همراه با فردریک وانگ خواص آن را در طول تحقیق در آزمایشگاه قایقرانی دریایی در سال ۱۹۵۹ کشف کردند. بوهلر در تلاش برای ایجاد مخروط نوک موشکی بهتر بود، که بتواند در برابر خستگی، گرما و نیروی ضربه مقاومت کند. پس از اینکه بوهلر متوجه شد که آلیاژ نیکل و تیتانیوم ۱: ۱ می‌تواند این کار را انجام دهد، در سال ۱۹۶۱ نمونه‌ای را در جلسه مدیریت آزمایشگاه ارائه داد. نمونه، که مانند یک آکوردئون پیچ خورده بود، توسط شرکتکنندگان دست به دست چرخید. یکی از آن‌ها حرارت به نمونه اعمال کرد و به طرز شگفت‌انگیزی نوار آکاردئون، شکل کشیده و قبلی اش را گرفت. در حالی که کاربردهای بالقوه برای نایتینول بلافاصله شناسایی شدند، تلاش‌های عملی برای تجاری کردن آن تا یک دهه بعد صورت نگرفت. این تأخیر عمدتاً به دلیل سختی بیش از اندازه ذوب شدن، پردازش و ماشینکاری آلیاژ بود. حتی این تلاش‌ها با چالش‌های مالی مواجه شد که تا دهه ۱۹۸۰، برطرف نشد.

کشف اثر حافظه دار بودن به‌طور کلی از سال ۱۹۳۲ آغاز می‌شود، زمانی که شیمیدان سوئد آرنه اولاندر برای اولین بار این خاصیت را در آلیاژهای طلا کادمیوم مشاهده کرد. همان اثر در آلیاژ مس-برنج در اوایل دهه ۱۹۵۰ مشاهده شد.

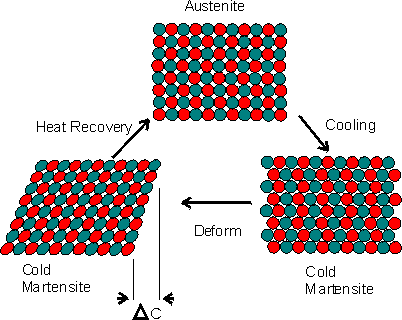
خواص نیتینول بستگی به ساختار کریستالی حساس پتانسیل حرارت آن دارد. هنگامی که نیتینول در فاز مارتنزیت تغییر شکل داده می‌شود، ساختار بلورین آسیب دیده نیست. در عوض، ساختار بلوری در یک جهت کریستالی تکاملی حرکت می‌کند. هنگامی که حرارت داده می‌شود، مواد به «به خاطر سپرده» بازگشت می‌کنند تا ساختار آستنیت را تحت تأثیر قرار دهند.

## مکانیزم

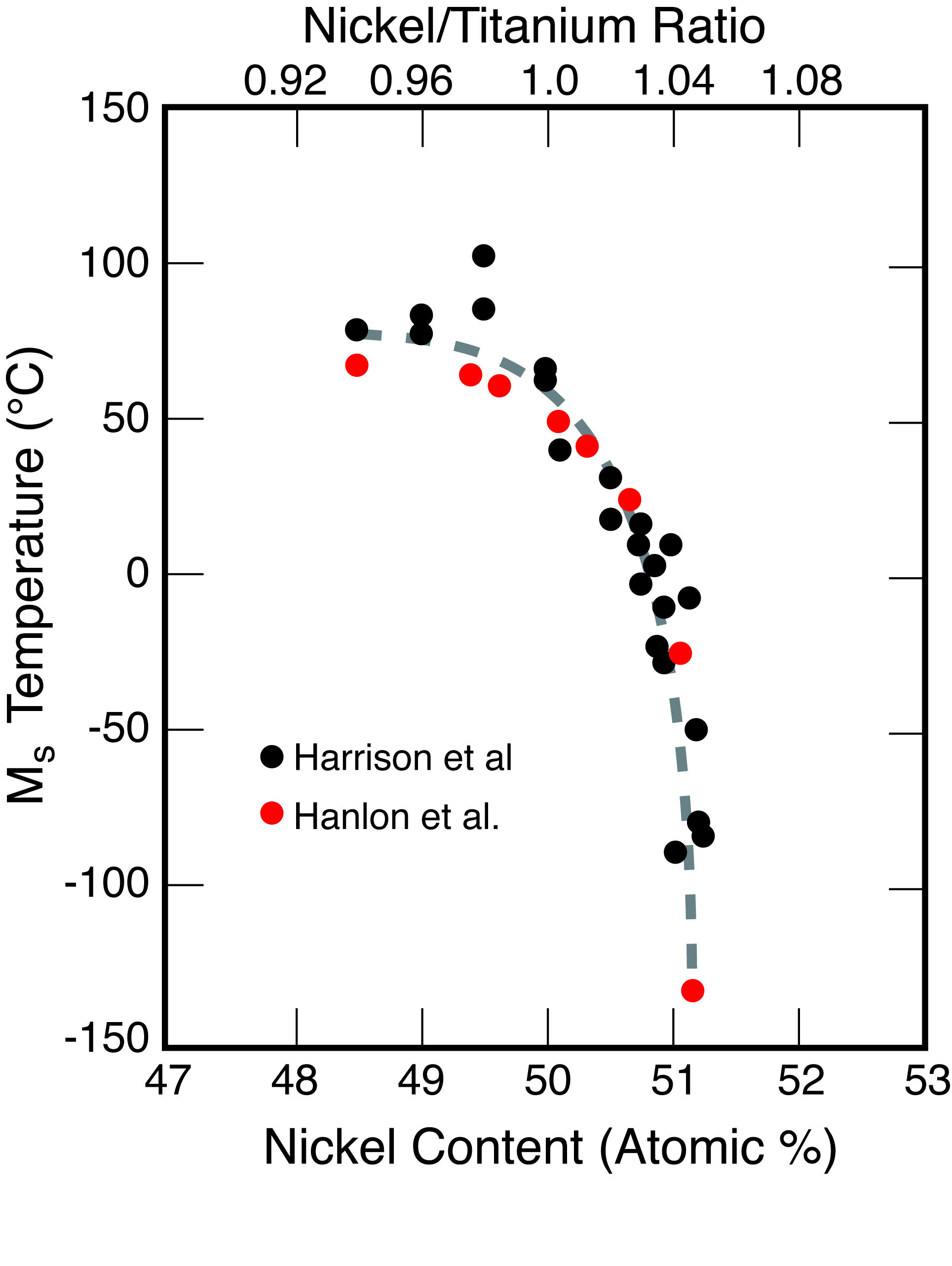
اثر ترکیب نیتینول بر دمای Ms.

خواص غیرمعمول نایتینول از یک تبدیل فاز جامد حالت برگشت‌پذیر شناخته شده به عنوان یک تبدیل مارتنزیتی، بین دو مرحله مختلف کریستال مارتنزیتی، که نیاز به ۱۰٬۰۰۰ تا ۲۰،000 psi (۶۹ تا ۱۳۸ مگاپاسکال) تنش مکانیکی است، مشتق می‌شود. در دمای بالا، نایتینول با یک ساختار مکعبی ساده متقاطع به نام آستنیت (که همچنین به عنوان مرحله اولیه شناخته می‌شود) فرض می‌شود. در دمای پایین، نایتینول به‌طور خود به خود به ساختار بلوری مونوکلینیک پیچیده‌تر به نام مارتنزیت (فاز دختر) تبدیل می‌شود. چهارگذار دمایی مربوط به تبدیل آستنیت به مارتنزیت و مارتنزیت به آستنیت وجود دارد. در ابتدا ساختار کاملاً آستنیتی است و با سرد شدن آلیاژ، مارتنزیت بین دمای شروع و پایان آن، شروع به شکل‌گیری می‌کند. هنگامی که زمینه کاملاً مارتنزیتی شد با اعمال حرارت مجدداً آستنیت بین دمای شروع و پایانش شروع به تشکیل می‌کند.

## فرایند تولید
تولید نایتینول با توجه به کنترل فوق‌العاده کم ترکیب و واکنش فوق‌العاده زیاد تیتانیوم، بسیار دشوار است. هر اتم تیتانیوم که با اکسیژن یا کربن ترکیب می‌شود، یک اتم است که از شبکه نیکل-تیتانیوم ربوده شده‌است.
امروزه دو روش ذوب اولیه استفاده می‌شود:

### ۱-کوره قوسی ذوب مجدد در خلاء
این کار با برخورد یک قوس الکتریکی بین مواد خام و یک صفحه مسی خنک شونده با آب، انجام می‌شود.

### ۲-ذوب القایی در خلاء
این کار با استفاده از میدان‌های متناوب مغناطیسی برای گرم کردن مواد خام در یک بوته (به‌طور عمده کربن) انجام می‌شود. این فرایند نیز در خلاء بالا انجام می‌شود.
کار گرم روی نایتینول نسبتاً آسان است، اما کار سرد مشکل است، زیرا انعطاف‌پذیری عظیم آلیاژ باعث می‌شود تماس با رول یا قالب افزایش یابد و منجر به مقاومت شدید اصطکاکی و سایش ابزار شود. به دلایل مشابه، ماشینکاری این آلیاژ نیز بسیار دشوار است. هدایت حرارتی ضعیف نایتینول نیز شرایط را بدتر کرده و بنابراین گرما به سختی از قطعه خارج می‌شود. سنگ زنی (برش ساینده)، ماشینکاری الکتریکی (EDM) و برش لیزری همه نسبتاً آسان هستند.
عملیات حرارتی نایتینول بسیار حساس است. برای تنیظیم دمای تبدیل (تبدیل فازها) نیاز به دانش بالایی می‌باشد. زمان پیرسازی و دما، میزان غنی شدن آلیاژ از نیکل را کنترل می‌کند و در نتیجه تعیین می‌کند که چه مقدار نیکل در شبکهٔ نیکل-تیتانیوم ایجاد شود. بر اساس ماتریس نیکل، پیر سازی، موجب افزایش دمای تبدیل می‌شود به همین جهت ترکیبی از عملیات حرارتی و کار سرد در کنترل خواص محصولات نایتینول ضروری است.

هیسترزی حرارتی تبدیل فاز نیتینول

## کاربردها
چهار نوع کاربرد معمول برای نیتینول وجود دارد:
- بازیابی آزاد
- نایتینول در دمای پایین تغییر شکل داده شده و حرارت داده می‌شود تا با اثر حافظه دار بودن، به شکل اصلی خود بازگردد.
- بازیابی محدود
- مانند بازیابی آزاد است با این تفاوت که از بازیابی مجدد جلوگیری می‌شود و موجب ایجاد تنش می‌گردد.
- ایجاد کار

در اینجا آلیاژ مجاز است که بازیابی شود، اما برای انجام این کار باید علیه یک نیرو عمل کند (در نتیجه کار انجام می‌دهد).
سوپر الاستیسیتی
نایتینول از طریق این اثر، مانند فنرهای بسیار قوی عمل می‌کند.
در سال ۱۹۸۹ یک بررسی در ایالات متحده و کانادا انجام گرفت که شامل هفت سازمان بود. این بررسی بر پیش‌بینی فناوری، بازار و برنامه‌های کاربردی SMAها متمرکز شده‌است. شرکت‌ها پیش‌بینی کرده‌اند که استفاده‌های زیر از نایتینول به ترتیب اهمیت کاهش می‌یابد:
- کوپلینگ
- بایومدیکال و پزشکی
- اسباب بازی، آیتم‌های نوآورانه
- فعال‌کننده‌ها
- موتورهای حرارتی
- سنسورها
- سوکت‌های حافظه دار لامپ، قالب فریزر
- دستگاه‌های بالابر.
- امروزه نیتینول در برنامه‌های صنعتی ذکر شده کاربرد دارد:

ترانزیستورهای حرارتی و الکتریکی
- نایتینول را می‌توان برای جایگزینی موتورهای معمولی (موتورهای الکتریکی، موتورهای سروو، و غیره) یا یک ربات هگزاپاد ساده استفاده کرد.
- فنرهای نایتینول در دریچه‌های حرارتی برای مایعات استفاده می‌شود، جایی که مواد هر دو به عنوان یک سنسور دما و فعال ساز عمل می‌کنند.
- کاربردهای زیست سازگار و زیست درمانی
- نایتینول بسیار زیست سازگار است و خواص مناسب برای استفاده در ایمپلنت‌های ارتوپدی دارد. با توجه به خواص منحصر به فرد نایتینول، تقاضای زیادی برای استفاده در وسایل پزشکی دیده شده‌است. لوله‌های نایتینول معمولاً در کاترها، استنت‌ها و سوزن‌های سوپر الاستیک استفاده می‌شود.
- در دندانپزشکی، این ماده در ارتودنسی برای براکت‌ها و سیم‌های اتصال دندان استفاده می‌شود. هنگامی که سیم SMA در دهان قرار می‌گیرد، دمای آن بر اساس دمای بدن افزایش می‌یابد. این باعث می‌شود تا نایتینول به شکل اولیه خود برگردد و نیروی ثابتی برای حرکت دندان ایجاد کند.